# GRES Unidos de Vila Isabel
El Grêmio Recreativo Escola de Samba Unidos de Vila Isabel (o simplemente Unidos de Vila Isabel) es una de las más tradicionales escuelas de samba de la ciudad de Río de Janeiro, Brasil. Actualmente se ubica en el Boulevard 28 de Setembro, en el barrio de Vila Isabel.
Fue campeona del Grupo Especial del carnaval carioca en 1988, 2006, y 2013.
En su insignia está la corona de la Princesa Isabel donde destcan un resplandor con una cinta azul y las iniciales de la agremiación (GRESUVI) y, en la parte inferior, una pandereta y el lapicero de Noel Rosa.